# Carga mental

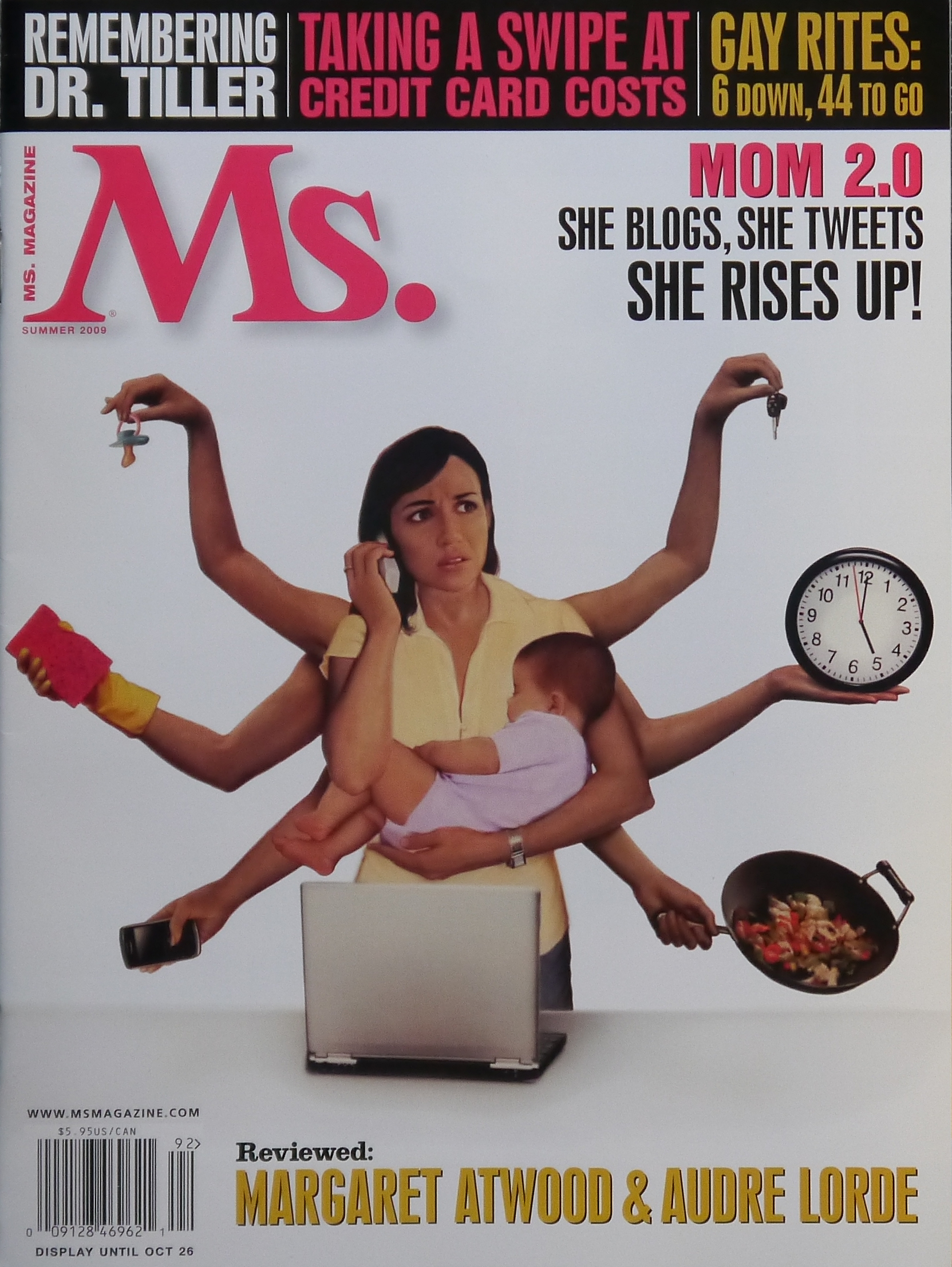
Portada de la revista Ms. de 2009, ilustrando la carga mental de las tareas del hogar.

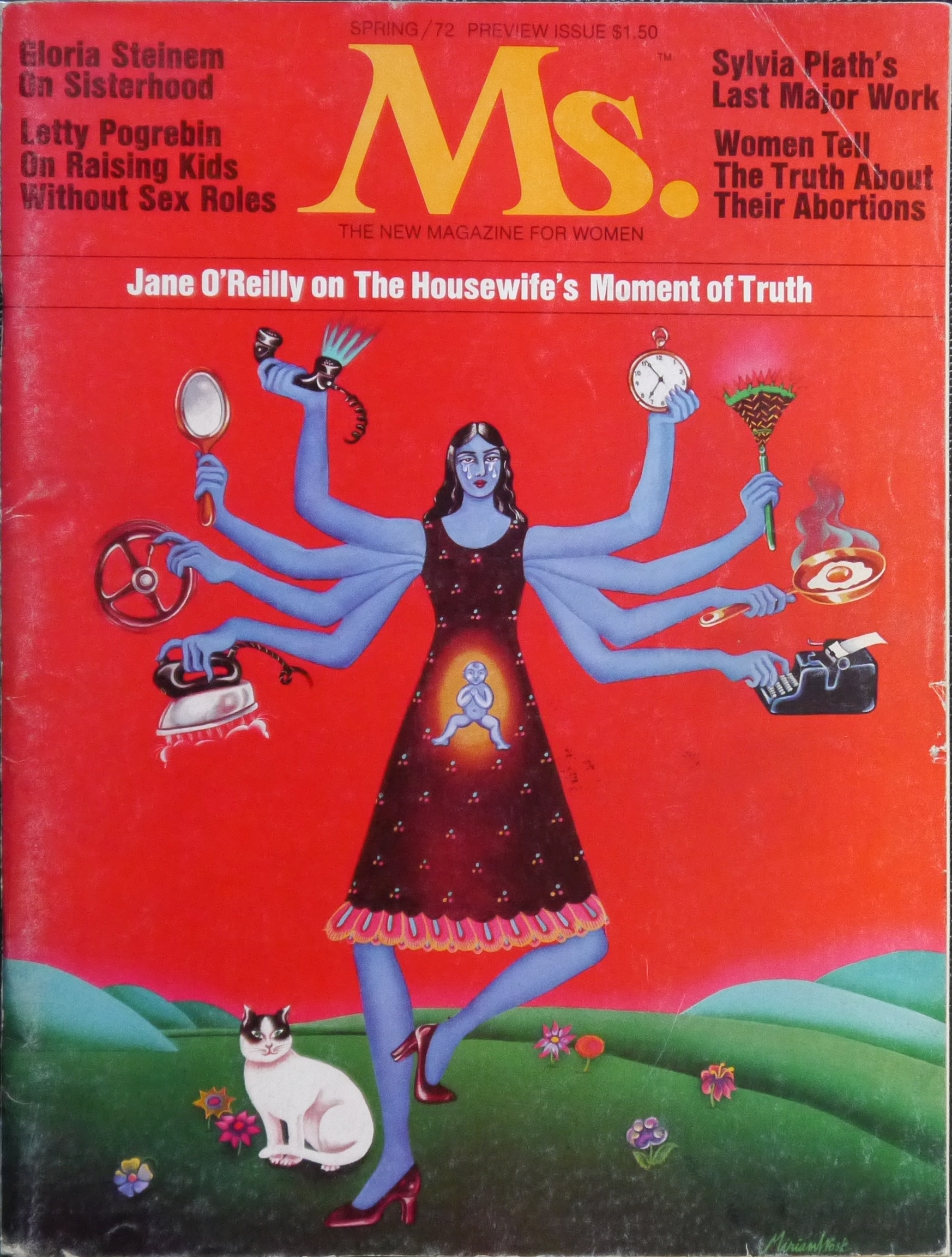
Portada de la revista Ms. de 1972, que parece guardar algunas similitudes.

La carga mental del hogar (o carga mental doméstica) es un concepto sociológico que aborda la carga cognitiva que soportan los adultos, a menudo mujeres, en el contexto de la gestión diaria del hogar.

## Descripción
El principio de carga mental doméstica fue introducido por Monique Haicault en 1984 en su artículo La gestión ordinaria de la vida en dos. Describe cómo la mente de una mujer en una pareja que trabaja permanece preocupada por las tareas domésticas y la gestión del hogar, una carga cognitiva importante, que constituye la doble jornada laboral. Se pone así de relieve el hecho de que la doble carga "trabajo+casa" no se limita a una simple adición de restricciones, asumiendo la mujer el trabajo de parte de las tareas que deben gestionarse en el hogar. La carga mental no es sólo la ejecución de varias tareas, sino más bien la simultaneidad de éstas. La carga mental se define como “espacio mental y energía psicológica que una persona, con mayor frecuencia mujeres y madres de niños pequeños, debe desplegar para que las cosas funcionen en la familia».
Según la socióloga Sandra Frey, el término proviene sin embargo de la socióloga Danièle Kergoat que, en 1990, estudió el caso de las enfermeras. Al analizar su lucha por el reconocimiento profesional de su actividad, Danièle Kergoat destaca la "carga mental" como continuación de las tareas "femeninas" en un supuesto "trabajo de mujeres". En 1996, la socióloga Susan Walzer publicó Pensando en el bebé, un artículo en el que destacaba las brechas que existen en el reparto de las tareas del hogar dentro de una pareja, pero también la parte invisible del trabajo doméstico, que tiene que ver con las tareas cognitivas.
En Francia, este concepto fue popularizado por la ilustradora Emma que publicó la tira cómica Fallait demander (Me lo podrías haber pedido) en 2017.
Y si en 2017 la distribución de las tareas domésticas en el seno de una pareja ha evolucionado — Sin lograr, sin embargo, un equilibrio — se ha constatado que la carga mental del hogar afecta más a las mujeres, en épocas "normal» o crisis .

## Ilustración del fenómeno
Emma, feminista  y autora de la tira cómica Fallait demander , describe la carga mental de las tareas domésticas en las parejas heterosexuales como una forma de opresión por parte de la pareja masculina hacia su parte femenina. Así que, según ella, en muchos hogares heterosexuales "El hombre espera que su pareja le pida que haga cosas", lo que implica que la considera como "la administradora responsable del trabajo doméstico". Según Emma, la mujer tendría entonces implícita la responsabilidad de conocer y planificar las tareas inherentes a la vida de un hogar. La carga mental sería entonces un trabajo invisible lo que representaría una fuente innegable de fatiga.

## Reacciones
Las mujeres, acostumbradas a asumir las tareas domésticas, prueban diferentes formas de aliviar esta carga mental. Por ejemplo, algunos deciden irse de vacaciones sin cónyuge ni hijos (la práctica de momcation, una palabra inglesa compuesta por mommy (Mamá) y vacation (vacaciones) o terminar su jornada laboral antes para poder regresar a casa y continuar con diversas tareas del hogar.

## Especificidades según la situación familiar
La cantidad de carga mental y su distribución dentro de una pareja son diferentes dependiendo de la situación familiar (con o sin hijos).

### Parejas con niños
Si bien en una pareja sin hijos, ya sea homosexual o heterosexual, se logra un equilibrio, éste se pone en duda cuando llega el primer hijo. A medida que aumenta la carga de trabajo, la persona que más gana se involucra menos en tareas relacionadas con los niños. La distribución de las tareas domésticas pasaría entonces a ser menos una función del género de cada cónyuge que de criterios vinculados a las horas de trabajo y al salario de cada progenitor.

### Pareja del mismo sexo
Un estudio estadounidense destaca que el 76% de parejas del mismo sexo informan que comparten las tareas del hogar donde 31% de parejas heterosexuales afirman hacerlo.  
El sociólogo Sébastien Chauvin y el antropólogo Jérôme Courduriès  ven en el reparto de las tareas domésticas los efectos de los estereotipos de género donde los hombres se limitan a las tareas fuera del hogar y las mujeres a las tareas relacionadas con el interior. Las parejas homosexuales se verían menos afectadas por estos roles de género y, por tanto, estarían más predispuestas a discutir la división de tareas dentro de su pareja.
Además, cuando se observa una desigualdad en el reparto de las tareas domésticas en el seno de estas parejas, ésta parece ser mejor aceptada por la persona con exceso de trabajo que en las parejas heterosexuales. Un estudio muestra que, sin embargo, en las parejas de madres lesbianas, la madre biológica tiende a hacer más que su pareja.

## Carga mental y anticoncepción
Los estudios de campo han demostrado que la carga mental también está presente en términos de anticoncepción. Esta carga mental recae sobre las mujeres, principalmente porque serán ellas las primeras afectadas por una anticoncepción deficiente. Como en el principio de la carga mental doméstica y como lo ilustra la tira cómica Fallait demander par Emma, en la mayoría de los casos, el hombre se desvincula de la planificación de las tareas del hogar. Lo mismo ocurre con la anticoncepción. La carga mental relacionada con la anticoncepción también se ve afectada por el desarrollo de trastornos del estado de ánimo y ciertos síntomas de depresión al tomar anticonceptivos orales. Aunque se habla de la anticoncepción masculina, es posible notar una falta de responsabilidad por parte de los hombres. Las mujeres no se sienten cómodas entonces dejando su fertilidad en manos de su pareja.  La anticoncepción también tiene un costo monetario. 